# Sonata per a piano núm. 17 (Mozart)
La Sonata per a piano núm. 17 en si bemoll major, K. 570, és una composició de Wolfgang Amadeus Mozart escrita l'any 1789 a Viena, dedicada a la filla gran del rei Frederic Guillem de Prússia. La va compondre en tornar d'una gira de concerts per Potsdam, Leipzig i, finalment, Berlín.
Com la núm. 18 i última i l'antepenúltima, la núm. 16, té un possible origen didàctic. Consta de tres moviments, un Allegro cantabile, un Adagio i un Rondo. Allegretto.
La seva interpretació habitual sol durar uns divuit minuts aproximadament.